# Pustynia lodowa

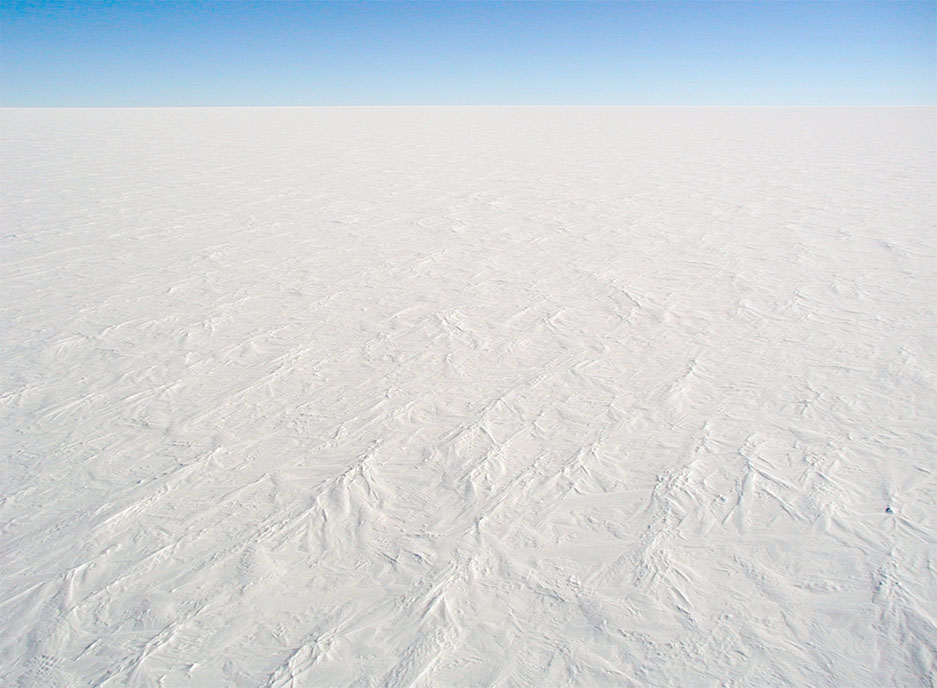
Pustynia lodowa Antarktyda

Pustynia lodowa – obszar praktycznie pozbawiony pokrywy roślinnej, występuje w strefie podbiegunowej. Obszar pustyni lodowej pokrywa lądolód, czyli gruba warstwa lodu przykrywająca wielki obszar ziemi, o grubości kilku kilometrów, który powstaje w warunkach klimatu polarnego. Na pustyniach polarnych przez cały rok obserwuje się temperatury ujemne (-20 do -50 stopni Celsjusza), opady wyłącznie w postaci śniegu (do 250 mm rocznie) oraz zjawisko dnia i nocy polarnej. Najniższa zanotowana temperatura to -89,2 °C na stacji Wostok. Pustynie lodowe obejmują przeważające obszary północnych wysp i archipelagów w Arktyce, oraz prawie całą Antarktydę, w obrębie pustyni polarnej mogą występować stanowiska szczególnie odpornych roślin.